# آيوني سكاي
آيوني سكاي لي (بالإنجليزية: Ione Skye Lee)‏ وهي ممثلة إنجليزية بريطانية ولدت في يوم 4 سبتمبر 1970 مثلت في فلم قل أي شئ.

## روابط خارجية
- آيوني سكاي على موقع IMDb (الإنجليزية)
- آيوني سكاي على موقع ألو سيني (الفرنسية)
- آيوني سكاي على موقع أول موفي (الإنجليزية)
- آيوني سكاي على موقع قاعدة بيانات الأفلام السويدية (السويدية)
- آيوني سكاي على موقع إن إن دي بي (الإنجليزية)
- آيوني سكاي على موقع قاعدة بيانات الفيلم (الإنجليزية)
- آيوني سكاي على موقع كينوبويسك (الروسية)